# امپراتوری بیزانس تحت خاندان لئونی
امپراتوری بیزانس تحت خاندان لئونی (انگلیسی: Byzantine Empire under the Leonid dynasty)، به دورانی از امپراتوری از بیزانس گفته می‌شود که پس از روی کار آمدن لئون یکم تا آناستاسیوس یکم ادامه یافت.
وضع امپراتوری، خواه به سبب تهدید بربرها، خواه به علت شورش‌ها و توطئه‌هائی که در واقع بلای حقیقی امپراتوری شرق بود، تعریفی نداشت. لئون اول عده‌ای را به مقابلهٔ واندال‌ها فرستاد ولی این تلاش خود نتیجه‌ای نگرفت. زنون خود را از شر حملات استروگوت‌ها رهانید، به این ترتیب که به آنها توصیه کرد به ایتالیا هجوم ببرند. عده‌ای از امپراتوران این سلسله به این مناسبت که هنر نظامی و قدرتی نداشتند درصدد بودند که از راه دیپلماسی و توسل به حیله مقام خود را حفظ کنند بر این مخاطرات، منازعات مذهبی نیز افزوده شده بود و در همین زمان بدعت‌هائی به رهبری نستوریوس و اوتی‌کس ظاهر شد و امپراتوران هم در مباحثات فلسفی و الهی شرکت می‌جستند و رقبا و مخالفان خود را به شدت تنبیه می‌کردند و همین مطلب گاهی جنگ‌های داخلی شدیدی را به وجود می‌آورد. مردم قسطنطنیه هم به این منازعات خو گرفته بودند و همچنانکه در رم، در دورهٔ بت‌پرستی و شرک رومی‌ها معمول بود، توجه و علاقه زبادی به بازی‌های سیرک، که در آن مسابقه‌های ارابه جانشین جنگ گلادیاتورها شده بود، نشان می‌دادند. آخرین زمامدار این سلسله، آناستاسیوس یکم که مردی با تدبیر ولی فاقد قدرت و نیروی کار بود، می‌باشد. این امپراتور در سال ۵۱۸ درگذشت.